# Cesário Coimbra
Cesário Guilherme Coimbra (Cururupu, 25 de junho de 1908 – local não informado, 15 de abril de 1993) foi um médico e político brasileiro, outrora deputado federal pelo Maranhão.

## Dados biográficos
Médico, atingiu a patente de coronel do Exército Brasileiro. Eleito deputado estadual via PDC em 1954, migrou para o PSD e licenciou-se do mandato para assumir o cargo de secretário de Saúde a convite do governador José de Matos Carvalho. Disputou uma cadeira de deputado federal em 1958, sendo convocado a exercer o mandato em ocasiões esparsas como suplente. Novamente na suplência em 1962, foi efetivado após a eleição de José Sarney como governador do Maranhão em 1965.
Durante a vigência do bipartidarismo por outorga do Regime Militar de 1964, ingressou no MDB, mas não se reelegeu deputado federal em 1966. Numa guinada partidária mudou para a ARENA e candidatou-se a deputado estadual em 1970, 1974 e 1978, mas não obteve êxito em nenhuma dessas oportunidades. Quando o presidente João Figueiredo sancionou a reforma partidária, Cesário Coimbra atuou na reorganização do diretório estadual do PTB como presidente de sua comissão provisória em 1980 e por esta legenda foi derrotado como candidato ao governo maranhense em 1982, a deputado federal em 1986 e a suplente de senador na chapa de João Bosco em 1990.